# Scopula albidaria
Scopula albidaria är en fjärilsart som beskrevs av Otto Staudinger 1901. Scopula albidaria ingår i släktet Scopula och familjen mätare. Inga underarter finns listade.